# Partido Popular Social Demócrata (Yibuti)
El Partido Popular Social Demócrata, en francés Parti Populaire Social Démocrate (PPSD), es un partido político de Yibuti.
En las últimas elecciones de 2003, el PPSD formó parte de la Unión para la Mayoría Presidencial junto a la Agrupación Popular para el Progreso, el Frente por la Restauración de la Unidad y de la Democracia y el Partido Nacional Democrático. La Unión para la Mayoría Presidencial venció las elecciones con el 62,7% de los votos, consiguiendo todos los escaños de la Cámara de Diputados de Yibuti.
Su presidente es Moumin Bahdon Farah.
- Datos: Q7550596